# Ferdinand von Schirach
Ferdinand von Schirach (født 1964 i München) er en tysk advokat og forfatter. Von Schirach er søn af Robert von Schirach (1938–1980) og Elke (født Fähndrich, 1942).
Han er barnebarn af Hitlerjugendlederen Baldur von Schirach, som efter krigen modtog en dom på 20 års fængsel for krigsforbrydelser. Efter studietiden blev han i 1994 advokat med speciale i strafferet.
Von Schirach er en fremtrædende advokat, der har en række højtprofilerede sager bag sig.
I 2009 udgav von Schirach sin første bog, Verbrechen. Bogen var placeret på Der Spiegels bestsellerliste i 54 uger.[kilde mangler]
I 2010 kom hans anden bog, Schuld (Skyld, 2011), og i 2011 hans tredje bog, Der Fall Collini (Sagen Collini, 2012), som handler om drabet på en industrimagnat og er kontroversiel ved at fokusere på den betydelige mildhed, som nazistiske krigsforbrydere undertiden blev behandlet med i efterkrigstidens tyske retsvæsen.
I 2013 udkom Tabu.
Von Schriach skriver i en knap, fåmælt stil, og hans bøger har baggrund i hans virke som forsvarsadvokat uden derfor at være dokumentariske.
Von Schirachs bøger er oversat til en række sprog, heriblandt dansk.
Den danske oversættelse af Verbrechen udkom som Forbrydelser i 2011.
I 2010 modtog han Kleist-prisen.
I Danmark er hans to første bøger også udkommet samlet under titlen Forbrydelser og skyld.
Doris Dörries film Glück fra 2012 er baseret på en af von Schirachs fortællinger.
Året efter lavede ZDF en tv-serie ud af fortællingerne i Forbrydelser og senere også en tv-serie baseret på Skyld.